# Gastrocentrides sumatranus
Gastrocentrides sumatranus is een schietmot uit de
familie Goeridae. De soort komt voor in het Oriëntaals gebied.